# سیما جوینده
سیما جوینده در سال ۱۳۵۱ خورشیدی در قریه کاسی فیروزکوه (چغچران سابق) ولایت غور به دنیا آمده‌است، پدر شان گل آقا و نام پدر کلان شان حریف است. وی تا درجهٔ فوق بکلوریا تحصیلات دارد. به حیث معلم، کارمند در وزارت انکشاف دهات، کارمند درچندین مؤسسهٔ خیریه، کارمند در ولایت غور، والی غور انجام وظیفه نموده و در لویه جرگهٔ قانون اساسی و لویه جرگهٔ اضطراری شرکت کرده‌است.
جمعیت ولایت غور در مرکز افغانستان حدود هشتصد هزار نفر است و بیشتر ساکنان آن فقیر هستند. آمار نشان می‌دهد که در روستاهای این ولایت بیش از صد گروه مسلح غیرمسئول فعال هستند و علیه یکدیگر می‌جنگند و گاهی نیروهای دولتی را تهدید می‌کنند.
زمانیکه ایشان والی غور(با حمایت برادر شان ق ظاهر جان) بودند شورای علما ان ولایت اعلام کرده بود، گماردن یک زن به عنوان والی، مخالف ارزش‌های اسلامی است و مردم ولایت غور باید مانع این کار شوند. از نظر این شورا، تا وقتی که یک زن والی این ولایت باشد برگزاری نماز جماعت ناروا است.
مخالفت شورای علما ولایت غور علیه گماشتن یک والی زن در این ولایت در شرایطی رخ داده‌است که محمد اشرف غنی، رئیس‌جمهور افغانستان در ماه ژوئن ۲۰۱۵ شدیداً از تفکر زن‌ستیزی انتقاد نموده. همچنین تأکید کرد و تفکر زن‌ستیزی بر اندیشه نسل نو افغانستان هنوز حاکم است.